# Crewe Alexandra F.C.
Crewe Alexandra Football Club là một câu lạc bộ bóng đá chuyên nghiệp đến từ thị trấn Crewe, Cheshire, Anh. Đội bóng sẽ tham dự League One, cấp thứ ba của Hệ thống các giải bóng đá Anh, ở mùa giải 2020-21. Với biệt danh The Railwaymen vì mối liên kết với ngành công nghiệp đường sắt, câu lạc bộ thi đáu trên sân Gresty Road từ năm 1906, sau khi chuyển từ sân nhà đầu tiên tại Alexandra Recreation Ground. Cổ động viên có mối kình địch với nhiều câu lạc bộ gần đó, dữ dội nhất là với đội bóng ở Staffordshire Port Vale.
Câu lạc bộ thành lập năm 1877 và đặt tên theo Công chúa Alexandra. Họ thi đấu ở Football Alliance năm 1889, trước khi trở thành thành viên sáng lập của Football League Second Division năm 1892. Tuy nhiên họ không được chọn lại vào Football League khi đứng cuối bảng mùa giải 1895-96. Đội bóng trải qua ba mùa giải tiếp theo ở Lancashire League, trước khi thêm 10 năm ở Birmingham & District League. Đội bóng có thập niên 1910 thi đấu ở The Central League, và được mời gia nhập giải đấu mới thành lập Football League Third Division North năm 1921, thi đấu 37 năm ở đó. Sau 3 mùa giải liên tiếp đứng cuối Third Division North, đội được xếp vào giải Fourth Division mới thành lập, và có được lần thăng hạng đầu tiên sau khi kết thúc thứ 3 chung cuộc mùa giải 1962-63. Ngay lập tức đội bóng xuống hạng, và thăng hạng lại ở mùa giải 1967-68, nhưng chỉ được một mùa giải ở Third Division.
Crewe có 20 năm vật lộn ở cấp thứ 4, buộc phải chọn lại trong 7 lần, trước khi được hồi sinh nhờ huấn luyện viên Dario Gradi, người giúp câu lạc bộ thăng hạng mùa giải 1988-89. Xuống hạng sau 2 mùa giải, đội thăng hạng trở lại mùa giải 1993-94, và sau 2 lượt play-off không thành công, họ đã giành chiến thắng tại chung kết play-off Second Division 1997 để giành suất tại cấp thứ hai sau 101 năm vắng bóng. Đội bóng có 8 trong 9 mùa giải tiếp theo ở First Division / Championship, trong đó có một lần thăng hạng trực tiếp từ Second Division mùa 2002-03 sau khi bị xuống hạng mùa giải trước. Gradi từ chức vào tháng 7 năm 2007, khi câu lạc bộ ở League One. Trong 24 năm dẫn dắt của Gradi, Crewe đã xẩy dựng lối bóng đá hấp dẫn, kĩ thuật và Học viện Crewe Alexandra đã tạo nên tên tuổi cho các cầu thủ trẻ. Các cầu thủ đội tuyển quốc gia Anh trong tương lai David Platt, Danny Murphy và Dean Ashton đều bắt đâu sự nghiệp chuyên nghiệp ở câu lạc bộ, trong khi Nick Powell được bán với kỉ lục câu lạc bộ £6 triệu năm 2012.
Gradi trở lại với vai trò tạm quyền và vĩnh viễn từ năm 2009 đến năm 2011 khi câu lạc bộ xuống hạng League Two cuối mùa giải 2008-09. Huấn luyện viên mới Steve Davis giúp câu lạc bộ thăng hạng nhờ play-off năm 2012 và sau đó là chức vô địch Football League Trophy năm 2013. Đội bóng có 4 mùa giải ở League One, trước khi xuống hạng trở lại với vị trí cuối bảng mùa giải 2015-16. Câu lạc bộ bị ảnh hưởng nặng nề với scandal lạm dụng tình dục bóng đá bị công khai năm 2016, đối mặt với sự chỉ trích đến từ huấn luyện viên đội trẻ Barry Bennell, người bị tình nghi lạm dụng tình dục trẻ em năm 2018. Ở mùa giải 2019-20, vì đại dịch COVID-19, Crewe được thăng hạng League One, dưới thời của David Artell, huấn luyện viên kể từ tháng 1 năm 2017.

## Sân vận động

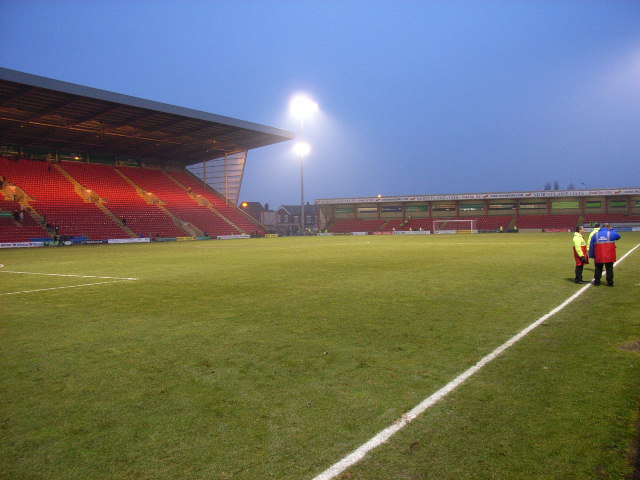
Gresty Road

Cho đến năm 1896 Crewe thi đấu ở Alexandra Recreation Ground, nằm ở phía bắc của Gresty Road ngày nay. Sau khi thi đấu ở nhiều địa điểm trong năm 1896 và 1897, bao gồm cả Sandbach gần đó, câu lạc bộ trở lại chỗ cũ của Crewe thi đấu trận đấu tiên tại Gresty Road, nằm ở phía đông nam sân ban đầu. Năm 1906 sân bị phá hủy để làm đường sắt, và một sân Gresty Road mới được xây về phía tây.
Sân vận động bao gồm bốn khán đài:
- Khán đài The Air Products (trước đây là Khán đài Railtrack, trước khi thay đổi do nhà tài trợ), xây dựng năm 2000 với chi phí £5,2 triệu, có sức chứa 6.809 khán giả, cùng với chỗ ở của thành viên câu lạc bộ.
- Khán đài The Absolute Recruitment (trước đây là Khán đài The Mark Price, trước khi thay đổi do nhà tài trợ)[3] - còn có tên Gresty Road End, có sức chứa 982 khán giả và 4 khán giả khuyết tật.
- Khán đài The Blue Bell Family, hay The Railway End, có sức chứa 682 khán giả.
- Khán đài The Whitby Morrison Ice Cream Van, trước đây là The Pop Side, có sức chứa 1.680 khán giả sân khách.

## Cổ động viên và kình địch
Cổ động viên của Crewe là những người đầu tiên hát bài hát nổi tiếng "Blue Moon" (với lời không giống với bản gốc của Rodgers và Hart). Bài hát là lời hồi đáp của những ngày u ám tại Gresty Road giữa thập niên 1900, và phản ánh bảng màu sân khách của Alex, mà chỉ những người hâm mộ kiên định và quyết tâm hơn sẽ đi du lịch để xem. Bài hát sau đó được hát bởi người hâm mộ của Manchester City, mặc dù mục đích là làm nổi bật màu sắc của trang phục thi đấu của đội, trái ngược với việc sao chép đơn giản những cổ động viên Crewe, vốn là một hệ tư tưởng xu hướng trong số những người hâm mộ Crewe.
Kình địch chính của Crewe là đội bóng ở English Football League Port Vale. Hai câu lạc bộ đã thi đấu 73 trận kể từ năm 1892 (8 trận với Burslem Port Vale); tổng thể, Crewe thắng 19 trận, Port Vale thắng 33, và hòa 21 trận.

## Danh tiếng

### Phát triên cầu thủ trẻ
Trong nhiệm kỳ của Gradi, câu lạc bộ đã nổi tiếng với chính sách giới trẻ và có được vị trí chính thức là Học viện Thanh thiếu niên FA. Bằng cách tập trung vào phát triển các cầu thủ của riêng mình, câu lạc bộ vẫn có lãi (hiếm khi có bóng đá phân chia thấp hơn vào thời điểm đó) bằng cách bán chúng sau khi họ có được kinh nghiệm với Crewe. Học viện được biết là nhấn mạnh đến sự xuất sắc về kỹ thuật, điều này phù hợp với mục tiêu của Gradi là để các cầu thủ của ông chơi bóng và chuyền bóng hấp dẫn.
Các cầu thủ đã phát triển tại Crewe bao gồm các tuyển thủ quốc gia Anh Geoff Thomas và David Platt, tuyển thủ quốc gia Wales Robbie Savage, và tuyển thủ quốc gia Bắc Ireland Neil Lennon và Steve Jones (Platt thành công nhất khi có phí chuyển nhượng hơn £20 triệu và là đội trưởng tuyển Anh). Tất cả đều là những cầu thủ trẻ được ký từ các câu lạc bộ khác, nhưng Gradi cũng có thành công đáng kể trong việc nuôi dưỡng các thực tập sinh của chính Crewe – nổi bật nhất là tuyển thủ Anh Rob Jones, Danny Murphy, Seth Johnson, Dean Ashton và tuyển thủ Wales David Vaughan.
Năm 2004 bài viết Football Focus của BBC êu cầu người hâm mộ của tất cả các câu lạc bộ bóng đá chuyên nghiệp ở Anh và Scotland bỏ phiếu cho anh hùng sùng bái của họ. Đối với Crewe, Seth Johnson giành chiến thắng với tỉ lệ phiếu bầu 59%; Danny Murphy thứ hai với 33%, và Craig Hignett thứ ba với 8%.

#### Cầu thủ đội tuyển quốc gia
- Madjid Bougherra
- Marcus Haber
- Dean Ashton
- Frank Blunstone
- Stan Bowles
- Seth Johnson
- Rob Jones
- Danny Murphy
- John Pearson1
- David Platt
- Geoff Thomas
- David Artell
- Mathias Pogba
- Gylfi Sigurðsson
- Paul Green
- George Abbey
- Efe Sodje
- Terry Harkin
- Steve Jones
- Neil Lennon
- Michael O'Connor
- Neil Etheridge
- Rodney Jack
- Clayton Ince
- Dennis Lawrence
- William Bell
- Alfred Owen Davies
- Bill Goodwin (quốc tế thời chiến)
- Richard Owen Jones
- Benjamin Lewis
- Billy Lewis
- Trevor Owen
- Robert Roberts
- Robbie Savage
- David Vaughan
- Edwin Williams
- Bruce Grobbelaar

1John Pearson là cầu thủ duy nhất đại diện Anh ở tất cả các cấp độ theo tài liệu của Crewe Alexandra.

## Danh hiệu và thành tích
Football League Second Division (cấp thứ 3)
- Thăng hạng ở vị trí thứ 2: 2002-03
- Thắng play-off: 1997

Football League Fourth Division / League Two (cấp thứ 4)
- Thăng hạng ở vị trí thứ 2: 2019-20
- Thăng hạng ở vị trí thứ 3: 1962-63, 1993-94
- Thăng hạng ở vị trí thứ 4: 1967-68, 1988-89
- Thắng play-off: 2012

Football League Trophy
- Vô địch: 2013

### Kỉ lục câu lạc bộ
| Thành tích tốt nhất ở Cúp FA                        | 1887-88, bán kết                                                    |
| Số khán giả sân nhà nhiều nhất                      | 20.000: vs Tottenham Hotspur, 30 tháng 1 năm 1960, Cúp FA           |
| Trận thắng giải quốc nội đậm nhất                   | 8-0: vs Rotherham United, 1 tháng 10 năm 1932, Third Division North |
| Trận thua giải quốc nội đậm nhất                    | 1-11: vs Lincoln City, 29 tháng 9 năm 1951, Third Division North    |
| Cầu thủ thi đấu đội tuyển quốc gia nhiều nhất       | Clayton Ince: 31, Trinidad và Tobago                                |
| Cầu thủ ra sân nhiều nhất mọi đấu trưởng            | Tommy Lowry: 482, 1965-77                                           |
| Cầu thủ ghi nhiều bàn thắng nhất mọi đấu trường     | Bert Swindells: 137, 1927-37                                        |
| Cầu thủ ghi nhiều bàn thắng nhất trong một mùa giải | Terry Harkin: 35, 1964-65                                           |
| Phí chuyển nhượng cao nhất phải trả                 | £650.000: Rodney Jack từ Torquay United, tháng 8 năm 1998           |
| Phí chuyển nhượng cao nhất nhận được                | £6.000.000: Nick Powell đến Manchester United, 2 tháng 7 năm 2012   |

## Cầu thủ
Tính đến 23 tháng 5 năm 2020

### Đội hình hiện tại
Ghi chú: Quốc kỳ chỉ đội tuyển quốc gia được xác định rõ trong điều lệ tư cách FIFA. Các cầu thủ có thể giữ hơn một quốc tịch ngoài FIFA.
| Số | VT | Quốc gia | Cầu thủ           |
| -- | -- | -------- | ----------------- |
| 1  | TM | Phần Lan | Will Jääskeläinen |
| 2  | HV | Anh      | Perry Ng          |
| 3  | HV | Anh      | Harry Pickering   |
| 4  | TV | Anh      | Ryan Wintle       |
| 5  | HV | Anh      | Olly Lancashire   |
| 6  | HV | Ireland  | Eddie Nolan       |
| 7  | TĐ | Anh      | Daniel Powell     |
| 8  | TV | Scotland | James Jones       |
| 9  | TĐ | Anh      | Chris Porter      |
| 10 | TĐ | Anh      | Charlie Kirk      |
| 11 | TV | Anh      | Callum Ainley     |
| 13 | TM | Wales    | Dave Richards     |

| Số | VT | Quốc gia                | Cầu thủ           |
| -- | -- | ----------------------- | ----------------- |
| 14 | TV | Anh                     | Oliver Finney     |
| 16 | TV | Anh                     | Tom Lowery        |
| 18 | TV | Anh                     | Regan Griffiths   |
| 19 | TĐ | Anh                     | Owen Dale         |
| 21 | TV | Anh                     | Luke Offord       |
| 22 | HV | Wales                   | Billy Sass-Davies |
| 23 | HV | Anh                     | Travis Johnson    |
| 25 | HV | Anh                     | Rio Adebisi       |
| 31 | TM | Bản mẫu:Country data SA | Dino Visser       |
| -  | TĐ | Cộng hòa Congo          | Offrande Zanzala  |
| —  | TV | Anh                     | Josh Lundstram    |

#### Cho mượn
Ghi chú: Quốc kỳ chỉ đội tuyển quốc gia được xác định rõ trong điều lệ tư cách FIFA. Các cầu thủ có thể giữ hơn một quốc tịch ngoài FIFA.
| Số | VT | Quốc gia | Cầu thủ |
| -- | -- | -------- | ------- |

## Quản lý

### Vị trí huấn luyện
Tính đến 31 tháng 3 năm 2019.
| Tên          | Quốc tịch | Chức vụ                   |
| ------------ | --------- | ------------------------- |
| David Artell | Gibraltar | Huấn luyện viên           |
| Kenny Lunt   | Anh       | Trợ lý huấn luyện viên    |
| Will Ryder   | Anh       | Trưởng bộ phận huấn luyện |
| Lee Bell     | Anh       | Huấn luyện viên U-18      |

### Lịch sử huấn luyện
Tính đến ngày 31 tháng 1 năm 2020. Chỉ tính các trận thi đấu chính thức.
| Tên                                                                             | Quốc tịch   | Từ                | Đến               | Thành tích | Thành tích | Thành tích | Thành tích | Thành tích | Thành tích |
| Tên                                                                             | Quốc tịch   | Từ                | Đến               | P          | W          | D          | L          | % Thắng    |            |
| ------------------------------------------------------------------------------- | ----------- | ----------------- | ----------------- | ---------- | ---------- | ---------- | ---------- | ---------- | ---------- |
| W.C. McNeill (Thư ký-Huấn luyện viên)                                           | Anh         | tháng 8 năm 1892  | tháng 5 năm 1894  | 50         | 12         | 10         | 28         | 024,00     |            |
| J.G. Hall (Thư ký-Huấn luyện viên)                                              | Anh         | tháng 8 năm 1895  | tháng 5 năm 1896  | 31         | 5          | 3          | 23         | 016,13     |            |
| R. Roberts (Thư ký-Huấn luyện viên)                                             | Anh         | tháng 1 năm 1897  | tháng 12 năm 1897 | 0          | 0          | 0          | 0          | —          |            |
| J.B. Bloomley (Thư ký-Huấn luyện viên đến năm 1911 Thư ký danh dự đến năm 1925) | Anh         | tháng 1 năm 1898  | tháng 5 năm 1925  | 169        | 56         | 44         | 69         | 033,14     |            |
| Tom Bailey                                                                      | Anh         | tháng 8 năm 1925  | tháng 5 năm 1938  | 578        | 223        | 113        | 242        | 038,58     |            |
| George Lillycrop                                                                | Anh         | tháng 8 năm 1938  | tháng 7 năm 1944  | 45         | 20         | 7          | 18         | 044,44     |            |
| Frank Hill                                                                      | Scotland    | tháng 7 năm 1944  | tháng 10 năm 1948 | 102        | 45         | 19         | 38         | 044,12     |            |
| Arthur Turner                                                                   | Anh         | tháng 10 năm 1948 | tháng 12 năm 1951 | 149        | 56         | 39         | 54         | 037,58     |            |
| Harry Catterick                                                                 | Anh         | tháng 12 năm 1951 | tháng 6 năm 1953  | 74         | 31         | 11         | 32         | 041,89     |            |
| Ralph Ward                                                                      | Anh         | tháng 6 năm 1953  | tháng 5 năm 1955  | 96         | 25         | 28         | 43         | 026,04     |            |
| Maurice Lindley                                                                 | Anh         | tháng 8 năm 1955  | tháng 5 năm 1958  | 143        | 23         | 28         | 92         | 016,08     |            |
| Harry Ware                                                                      | Anh         | tháng 8 năm 1958  | tháng 5 năm 1960  | 100        | 36         | 22         | 42         | 036,00     |            |
| Jimmy McGuigan                                                                  | Anh         | tháng 6 năm 1960  | tháng 11 năm 1964 | 222        | 87         | 85         | 50         | 039,19     |            |
| Ernie Tagg                                                                      | Anh         | tháng 11 năm 1964 | tháng 10 năm 1970 | 273        | 105        | 69         | 99         | 038,46     |            |
| Tom McAnearney                                                                  | Scotland    | tháng 10 năm 1970 | tháng 7 năm 1971  | 34         | 14         | 7          | 13         | 041,18     |            |
| Dennis Viollet                                                                  | Anh         | tháng 8 năm 1971  | tháng 11 năm 1971 | 15         | 4          | 2          | 9          | 026,67     |            |
| Jimmy Melia                                                                     | Anh         | tháng 5 năm 1972  | tháng 12 năm 1973 | 70         | 16         | 23         | 31         | 022,86     |            |
| Ernie Tagg                                                                      | Anh         | tháng 1 năm 1974  | tháng 12 năm 1974 | 48         | 13         | 12         | 23         | 027,08     |            |
| Harry Gregg                                                                     | Bắc Ireland | tháng 1 năm 1975  | tháng 5 năm 1978  | 163        | 53         | 53         | 57         | 032,52     |            |
| Warwick Rimmer                                                                  | Anh         | tháng 8 năm 1978  | tháng 5 năm 1979  | 46         | 6          | 14         | 26         | 013,04     |            |
| Tony Waddington                                                                 | Anh         | tháng 6 năm 1979  | tháng 7 năm 1981  | 93         | 24         | 27         | 42         | 025,81     |            |
| Arfon Griffiths                                                                 | Wales       | tháng 8 năm 1981  | tháng 10 năm 1982 | 59         | 9          | 10         | 40         | 015,25     |            |
| Peter Morris                                                                    | Anh         | tháng 11 năm 1982 | tháng 6 năm 1983  | 33         | 8          | 7          | 18         | 024,24     |            |
| Dario Gradi1                                                                    | Anh · Ý     | tháng 6 năm 1983  | tháng 7 năm 2007  | 1.251      | 464        | 301        | 486        | 037,09     |            |
| Dario Gradi2 / Steve Holland3                                                   | /           | tháng 7 năm 2007  | tháng 11 năm 2008 | 72         | 19         | 16         | 37         | 026,39     |            |
| Dario Gradi4                                                                    | Anh · Ý     | tháng 11 năm 2008 | tháng 12 năm 2008 | 8          | 3          | 1          | 4          | 037,50     |            |
| Gudjon Thordarson                                                               | Iceland     | tháng 12 năm 2008 | tháng 10 năm 2009 | 37         | 12         | 7          | 18         | 032,43     |            |
| Dario Gradi4                                                                    | Anh · Ý     | tháng 10 năm 2009 | tháng 11 năm 2011 | 110        | 38         | 23         | 49         | 034,55     |            |
| Steve Davis                                                                     | Anh         | tháng 11 năm 2011 | tháng 1 năm 2017  | 272        | 84         | 71         | 117        | 030,88     |            |
| David Artell                                                                    | Gibraltar   | tháng 1 năm 2017  | current           | 163        | 63         | 29         | 71         | 038,65     |            |

1Là huấn luyện viên đơn thuần. Từ 22 tháng 9 đến 17 tháng 10 năm 2003, Gradi trải qua cuộc phẫu thuật tim. Trợ lý Neil Baker tiếp quản giai đoạn này (St6, T0, H1, B5).

2Là giám đốc kĩ thuật

3Là huấn luyện viên đội một

4Là huấn luyện viên tạm quyền